# Figura comprendiéndose políticamente
Figura comprendiéndose políticamente es una escultura realizada por Jorge Oteiza en 1935. Es una de sus primeras esculturas, realizadas en la época en que estaba en América, y en estilo autóctono.

## Aproximación
Coincidiendo con su viaje a América, la mayoría de las esculturas realizadas en la década de 1930 se trabajaron partiendo del concepto de masa escultórica. Esta escultura fue realizada en 1935.
La pieza es la imagen de un cuerpo entero cuyas partes se representan de forma esquematizada. Oteiza comprime el cuerpo en un bloque sólido hasta formar una escultura muy compacta, que queda dentro del cubo.
Los rasgos sintetizados y las líneas básicas del rostro, las piernas y los brazos reflejan la influencia de los exvotos de las civilizaciones antiguas y de la escultura precolombina, que en aquella época se convertirá en su referente estético.